# Carey Mulligan
Carey Hannah Mulligan (ur. 28 maja 1985 w Londynie) – angielska aktorka filmowa, telewizyjna i teatralna.
Na dużym ekranie zadebiutowała w roli drugoplanowej w Dumie i uprzedzeniu (2005), a po kolejnych rolach telewizyjnych zadebiutowała w 2008 na Broadwayu. Rozpoznawalność i uznanie przyniosła jej główna rola w filmie Była sobie dziewczyna (2009), za którą nominowano ją do Oscara, a także uhonorowano nagrodą BAFTA. W późniejszym czasie wystąpiła m.in. w takich filmach jak: Wall Street: Pieniądz nie śpi (2010), Nie opuszczaj mnie (2010), Drive (2011), Wstyd (2011), Wielki Gatsby (2013), Co jest grane, Davis? (2013) czy Obiecująca. Młoda. Kobieta (2020). Za występ w ostatniej z wymienionych produkcji otrzymała drugą w swojej karierze nominację do Oscara.

## Wczesne lata
Mulligan urodziła się 28 maja 1985 roku w Westminsterze, dzielnicy Londynu Wewnętrznego. Jej ojciec, Stephen, pochodzi z Liverpoolu, a matka, Nano (z domu Booth), wykładowczyni uniwersytecka, z Llandeilo w zachodniej Walii. Jej pradziadek ze strony ojca wyemigrował z Irlandii. Ma jednego, starszego o dwa i pół roku brata Owaina. Gdy miała 3 lata wraz z rodziną przeprowadziła się z Londynu do Hanoweru, a później do Düsseldorfu, gdzie jej ojciec objął posadę dyrektora europejskiej filii międzynarodowej sieci hoteli InterContinental. Ze względu na pracę ojca, jej rodzina przez 8 lat mieszkała w drogich hotelach. Jak sama stwierdziła, w dzieciństwie była „trochę nieśmiała”, a do piętnastego roku życia była chłopczycą. Przyznała się także do tego, że była „nieco zasadnicza”, do czternastego roku życia bardzo dużą wagę przykładała do nauki, ale później głębiej zainteresowała się aktorstwem.
Jej zainteresowanie aktorstwem rozpoczęło się, gdy miała 6 lat, od obejrzenia próby szkolnego przedstawienia musicalu Król i ja. „[Mój brat] był na scenie, a ja oglądałam. I zaczęłam płakać, bo byłam zbyt młoda by wystąpić na scenie, ale oni powiedzieli: Zgoda, możesz zagrać, bo jesteś młodszą siostrą Owaina. I zagrałam. Od tej pory wiedziałam, że zawsze chciałam to robić”. Po powrocie do Wielkiej Brytanii w 1996 roku uczyła się w Woldingham School, katolickiej szkole żeńskiej z internatem, gdzie brała udział w wielu tamtejszych przedstawieniach. Sprawowała tam także funkcję szefowej szkolnej grupy teatralnej i instruktorki aktorstwa dla młodszych uczniów. Od czternastego roku życia matka zabierała ją na sztuki wystawiane na Broadwayu, które rozwinęły jej zainteresowanie teatrem. Mając 16 lat wysłała list do Kennetha Branagha, w którym poprosiła go o zostanie jej mentorem. Odpowiedź napisana przez siostrę Branagha, Joyce, była odmowna, ale zawierała równocześnie zachętę do wybrania zawodu aktorki. Mulligan do dziś przechowuje ten list.
Zanim zaczęła grać zawodowo, w wieku 17 lat, w tajemnicy przed rodzicami składała wnioski o przyjęcie do trzech akademii teatralnych, lecz wszystkie zostały odrzucone. Po niezdaniu kolejnego przesłuchania, Mulligan zakwestionowała swoje aktorskie powołanie i przeszła, jak sama określiła, przez „skomplikowany okres”. Oprócz tego, jej rodzice nalegali, aby zrezygnowała z kariery w przemyśle rozrywkowym i rozpoczęła studia, najlepiej na University of Reading. Po ukończeniu nauki w Woldingham School w 2003 roku krótko pracowała jako pomocnica sprzątaczki i goniec w studiu filmowym podczas powstawania Kupca weneckiego. W wieku 18 lat została barmanką w lokalnym pubie. Jak stwierdziła później, negatywne doświadczenia z tego okresu miały na nią pozytywny wpływ, ponieważ uświadomiły jej, jak bardzo chce grać. W 2009 roku powiedziała, że podczas kręcenia zdjęć do Wall Street: Pieniądz nie śpi rozważała możliwość wstąpienia do szkoły aktorskiej, najprawdopodobniej do Juilliard School, ale ostatecznie nie podjęła tej decyzji. W listopadzie tego samego roku Mulligan oświadczyła, że jej babcia cierpi na chorobę Alzheimera i jeżeli kiedykolwiek pójdzie na studia, to wybierze psychologię, aby lepiej zrozumieć tę chorobę.

## Kariera

### 2004–2010
W 2004 roku, w wieku 18 lat, rozpoczęła karierę aktorską przez otrzymanie roli Kitty Bennet w Dumie i uprzedzeniu, filmowej adaptacji powieści Jane Austen. Otrzymała ją m.in. dzięki pomocy dyrektorki swojej szkoły po tym, jak Mulligan napisała do niej list, w którym wyjaśniła swoją sytuację, przedstawiała zamiar nierozpoczęcia studiów i poprosiła o skontaktowanie jej z aktorem i scenarzystą Julianem Fellowesem. Po spotkaniu Fellowesa i jego żony, ta ostatnia uruchomiła swoje znajomości i umówiła ją na rozmowę kwalifikacyjną z osobą odpowiedzialną za casting, która szukała nieznanej aktorki do roli czwartej córki państwa Bennetów. Zanim film wszedł na ekrany kin, zdążyła zadebiutować w teatrze, w sztuce Forty Winks wystawianej w Royal Court Theatre. W 2005 roku wystąpiła w wielokrotnie nagradzanym serialu produkcji BBC pt. Samotnia, na podstawie powieści Karola Dickensa, w którym wcieliła się w rolę Ady Clary, jednej z sierot oraz na scenie londyńskiego Almeida Theatre w sztuce Chory z urojenia Moliera. W 2006 roku pojawiła się w miniserialu telewizyjnym The Amazing Mrs Pritchard oraz gościnnie w dwóch serialach ITV: Agatha Christie: Panna Marple i Trial & Retribution. W tym samym roku zagrała w filmowej adaptacji pamiętnika Blake’a Morrisona pt. And When Did You Last See Your Father? W 2007 roku wystąpiła w dwóch filmach telewizyjnych produkcji ITV: Opactwie Northanger i Moim synu Jacku z Danielem Radcliffe’em. Zagrała także rolę Sally Sparrow w dziesiątym odcinku trzeciej serii Doktora Who, zatytułowanym Mrugnięcie, za którą otrzymała Constellation Award.
W tym samym roku wystąpiła w londyńskim wznowieniu dramatu Mewa Antona Czechowa, grając postać Niny u boku Kristin Scott Thomas i Chiwetela Ejiofora. Jej występy zostały docenione przez krytyków. „The Daily Telegraph” ocenił jej grę jako „całkiem niezwykle promieniującą”, a „The Observer” jako „prawie nieznośnie wstrząsającą”. Podczas wystawiania Mewy przeszła przez zabieg usunięcia wyrostka robaczkowego. Zakładany okres rekonwalescencji wynosił od trzech do sześciu tygodni, jednak na scenę powróciła po zaledwie tygodniu, ale z powodu szwów pooperacyjnych nie mogła nosić gorsetu, który był częścią kostiumu jej postaci. W 2008 roku zadebiutowała na deskach broadwayowskiego Walter Kerr Theatre w transferze Mewy. Otrzymała nominację do Drama Desk Award, ale nagrodę tę zdobyła Angela Lansbury. W czerwcu wystąpiła w dwóch słuchowiskach radiowych dla BBC Radio 4: Life Class i Arkadii.

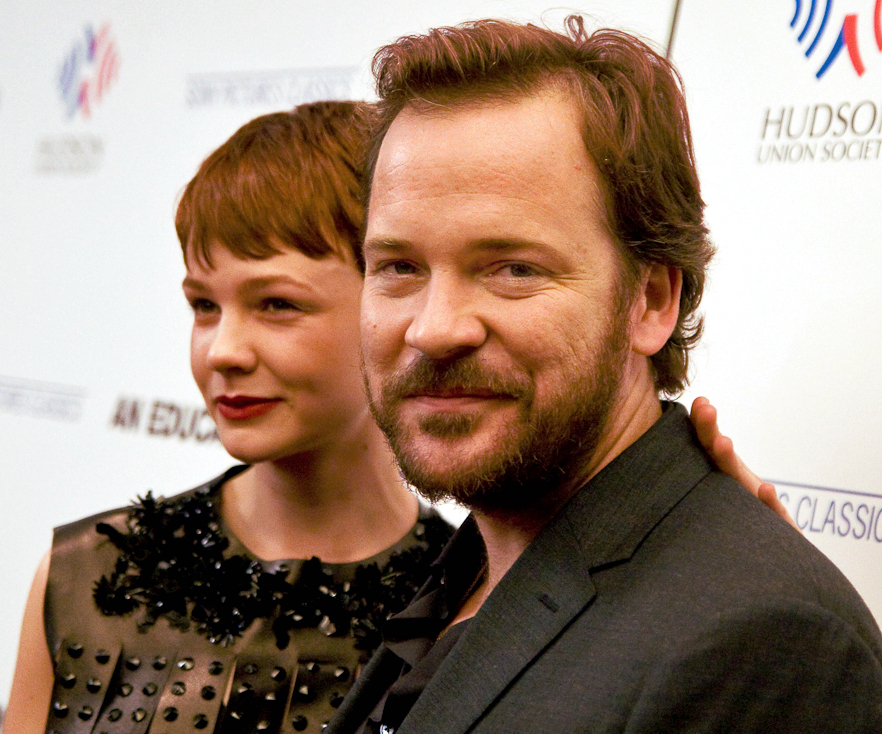
Z Peterem Sarsgaardem na nowojorskiej premierze Była sobie dziewczyna, październik 2009

Następnie wystąpiła w dramacie o dorastaniu Była sobie dziewczyna (2009), w której 22-letnia Mulligan zagrała tytułową postać Jenny Mellor, 16-letniej londynki dorastającej w latach 60. XX wieku. W walce o tę rolę pokonała ponad setkę innych aktorek. Film zebrał bardzo dobre recenzje i zarobił 26 milionów dolarów przy budżecie produkcji wynoszącym 7,5 miliona. Mulligan otrzymała za swoją kreację bardzo entuzjastyczne recenzje. Zarówno Lisa Schwarzbaum z „Entertainment Weekly”, jak i Todd McCarthy z „Variety” porównali jej grę do gry Audrey Hepburn. Peter Travers z „Rolling Stone” określił jej występ jako „sensacyjny i będący przepustką do sławy”, Claudia Puig z „USA Today” określiła go jako jeden z najlepszych w 2009 roku, a Toby Young z The Times uznał, że Mulligan jest ostoją filmu. Recenzent „The Guardian”, Peter Bradshaw, podsumował, że dała „wspaniały występ”. Za swoją rolę otrzymała m.in. nagrodę BAFTA dla najlepszej aktorki pierwszoplanowej oraz nominacje do Oscara dla najlepszej aktorki pierwszoplanowej, Złotego Globu dla najlepszej aktorki w filmie dramatycznym i Nagrody Gildii Aktorów Filmowych dla najlepszej aktorki pierwszoplanowej. Podczas Międzynarodowego Festiwalu Filmowego w Berlinie w 2009 roku otrzymała tytuł Shooting Star. Nominowano ją także do nagrody BAFTA dla wschodzącej gwiazdy, przyznawanej przez brytyjską publiczność.
Po sukcesie Była sobie dziewczyna wystąpiła obok Susan Sarandon w dramacie Najlepszy (2009), w którym zagrała postać dziewczyny spodziewającej się dziecka z chłopakiem, który ginie w wypadku samochodowym. Reżyserka Najlepszego stwierdziła, że udział Mulligan ogromnie pomógł filmowi. Obraz spotkał się z chłodnymi recenzjami. Ty Burr z „The Boston Globe” skrytykował go za bycie „zbyt wyczerpującym i lekko naciąganym”, ale pochlebniej wyraził się o postaci granej przez Mulligan, którą określił jako „prawdziwą, rozdzierającą serce”. Po dołączeniu do Amerykańskiej Akademii Sztuki i Wiedzy Filmowej w połowie 2010 roku, na ekranach kin pojawił się kolejny film z Mulligan – Nie opuszczaj mnie – adaptacja powieści Kazuo Ishiguro z 2005 roku, w której zagrała główną rolę oraz była narratorką. Wydano go we wrześniu 2010 roku, w tym samym czasie co inny obraz z udziałem Mulligan, Wall Street: Pieniądz nie śpi w reżyserii Olivera Stone’a. Film ten, będący sequelem Wall Street z 1987 roku, opowiada o chciwości i żądzy władzy. Kiedy po raz pierwszy spotkała się ze Stone’em w celu omówienia koncepcji przewidzianej dla niej roli Winnie Gekko, nie zgodziła się na marginalizację jej bohaterki i wymogła jej rozbudowanie, na co reżyser wyraził zgodę. Film wyświetlano poza głównym konkursem podczas
festiwalu w Cannes w 2010 roku. Potem gościnnie zaśpiewała w piosence „Write About Love” zespołu Belle and Sebastian, pochodzącej z albumu Belle and Sebastian Write About Love z października 2011 roku.

### Od 2011

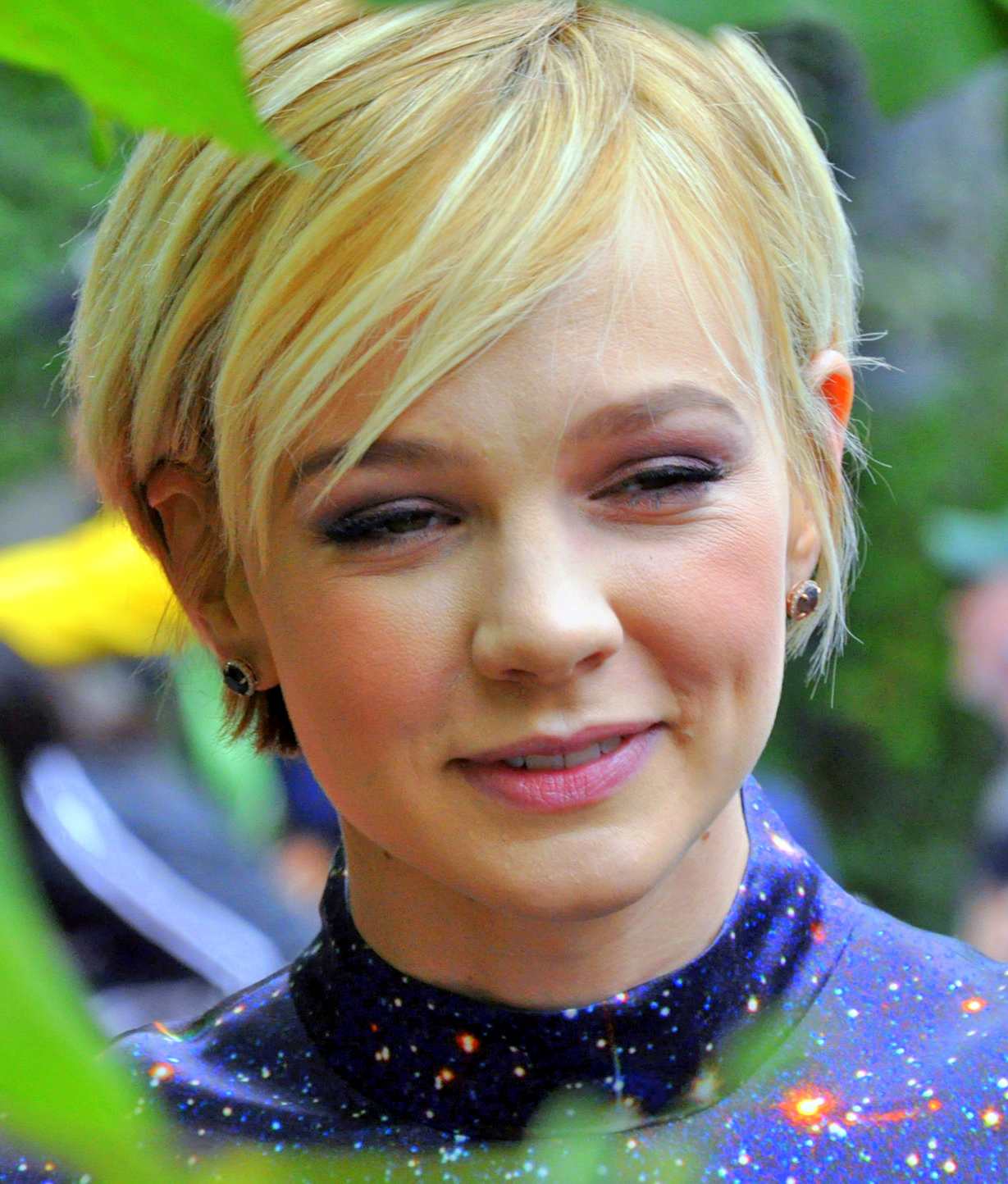
Carey Mulligan na Międzynarodowym Festiwalu Filmowym w Toronto, wrzesień 2010

Od 13 maja do 3 lipca 2011 roku występowała na scenie off-broadwayowskiego Atlantic Theater Company w sztuce Through a Glass, Darkly, będącej sceniczną adaptacją filmu Jak w zwierciadle Ingmara Bergmana. Zagrała w niej pierwszoplanową rolę psychicznie niestabilnej kobiety, za którą zebrała entuzjastyczne opinie krytyków. Ben Brantley, krytyk teatralny w „The New York Timesie” w swojej recenzji napisał, że „jej gra stała na najwyższym poziomie” oraz określił Mulligan jako „zdumiewającą” i „jedną z najwspanialszych aktorek swojego pokolenia”.
Po niespełna rocznej przerwie, w 2011 roku ponownie pojawiła się na ekranach kin, tym razem w niezależnym filmie akcji pt. Drive. W tym obrazie zagrała drugoplanową rolę samotnej matki, Irene, której w walce z gangsterami pomaga tajemniczy Driver (w tej roli Ryan Gosling). Reżyser obrazu, Nicolas Winding Refn, obsadził ją, pomimo że postać grana przez Mulligan początkowo miała być Latynoską. Film miał swoją premierę na 64. Międzynarodowym Festiwalu Filmowym w Cannes, gdzie brał udział w konkursie głównym i został entuzjastycznie przyjęty. Znalazł się na tworzonych przez krytyków listach najlepszych filmów 2011 roku i zarobił ponad 76 mln dolarów, co sześciokrotnie przewyższyło budżet produkcji. Recenzentów podzieliła kreacja Mulligan i jej ekranowa współpraca z Goslingiem. Część z nich chwaliła aktorkę jako wyróżniającą się na drugim planie a także „wdzięk” i „wrażliwość” Irene; pozostali twierdzili, że nie pasuje do granej przez siebie postaci. Za rolę nominowano ją jednak do nagrody BAFTA dla najlepszej aktorki drugoplanowej. Film doczekał się wg niektórych źródeł statusu niemal kultowego.
4 września 2011 roku w trakcie 68. Międzynarodowego Festiwalu Filmowego w Wenecji premierę miał następny film z jej udziałem – skandalizujący dramat Wstyd w reżyserii Steve’a McQueena, w którym zagrała drugoplanową rolę Sissy, niezrównoważoną psychicznie, borykającą się z alkoholizmem piosenkarkę, siostrę głównego bohatera, trzydziestoletniego nowojorczyka–seksoholika, granego przez Michaela Fassbendera. Film wywołał spore kontrowersje ze względu na liczne sceny erotyczne. Postać Sissy różniła się od jej poprzednich kreacji. Była to pierwsza rola, która wymagała od niej występowania nago, co było dla niej dość krępujące. Udział w tym filmie dał jej też okazję do zaprezentowania swoich zdolności wokalnych; wykonała piosenkę „New York, New York” z repertuaru Franka Sinatry. Wstyd spotkał się z gorącym przyjęciem ze strony krytyków. Wysoko oceniono także grę Mulligan i jej sceny z Fassbenderem, a także w szczególności „przejmującą, niezwykle smutną interpretację” utworu „New York, New York”. Peter Travers, recenzent „Rolling Stone”, wypowiedział się o jej grze we Wstydzie jako o „pod każdym względem rewelacyjnej”.
7 maja 2012 roku wraz z Anną Wintour była gospodynią gali Met Ball.

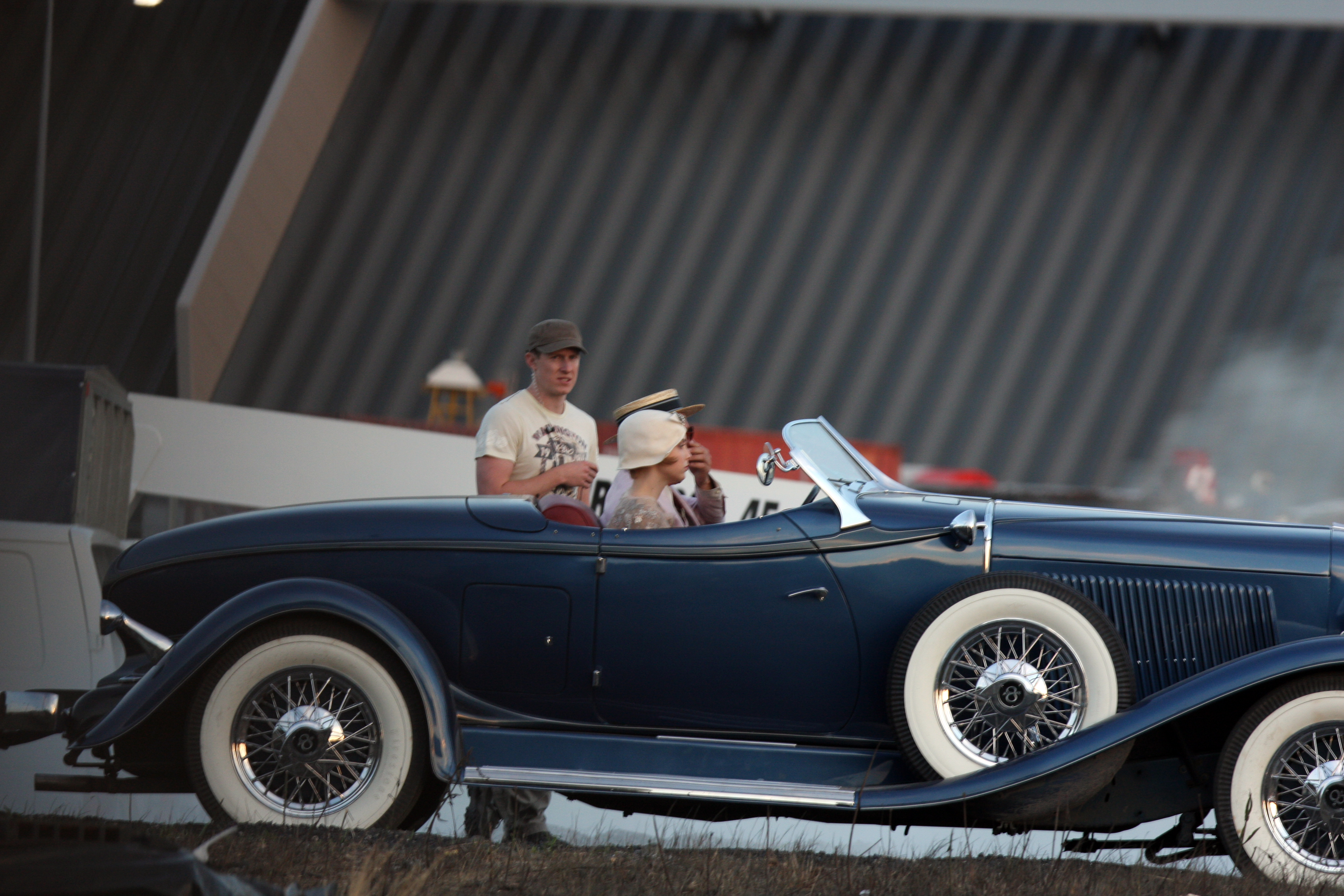
Z Leonardo DiCaprio na planie Wielkiego Gatsby’ego, listopad 2011

Następnie Mulligan wystąpiła w trójwymiarowym remake’u melodramatu Wielki Gatsby w reżyserii Baza Luhrmanna. Zagrała w nim pierwszoplanową rolę Daisy Buchanan, dawnej ukochanej tytułowego bohatera, tajemniczego milionera, w którego wcielił się Leonardo DiCaprio. W walce o tę postać pokonała czołowe aktorki młodego pokolenia. Przygotowując się do roli poznała życiorys autora literackiego pierwowzoru filmu, F. Scotta Fitzgeralda, a także twórczość Zeldy Fitzgerald i Ginevry King, które były inspiracją dla postaci Daisy Buchanan. Wysokobudżetowy, zrealizowany w technice 3D, film spotkał się ze skrajnymi opiniami recenzentów. Krytykowali oni jego słabo napisany scenariusz i nadmierną widowiskowość, w której zanikają bohaterowie i ich losy. Jednak wedle opinii krytyków Mulligan udało się zręcznie przedstawić wewnętrzne rozterki swojej postaci. Pomimo negatywnych recenzji Wielki Gatsby osiągnął jednak sukces kasowy, przekraczając oczekiwania dystrybutora Warner Brothers. W maju 2013 roku film otworzył 66. Międzynarodowy Festiwal Filmowy w Cannes, gdzie był wyświetlany poza konkursem. Spotkał się z chłodnym przyjęciem ze strony tamtejszej widowni. Zebrał także mieszane recenzje, ale odniósł ogólnoświatowy sukces kasowy, zarabiając ponad 350 mln dolarów w dystrybucji kinowej.
Podczas tego samego festiwalu swoją światową premierę miał dramat filmowy braci Coen, zatytułowany Co jest grane, Davis?, w którym zagrała główną rolę żeńską. Tytułowym bohaterem filmu jest początkujący piosenkarz (Oscar Isaac), który w latach 60. XX wieku próbuje zaistnieć na nowojorskim rynku muzyki folkowej. Mulligan wcieliła się w postać jego byłej dziewczyny, Jean Berkey, która nosi do niego głęboką urazę. Kreacja ta zrywała z jej dotychczasowym emploi, którego wyrazem była rola Daisy Buchanan w Wielkim Gatsbym. Jej postać często przeklina i krzyczy. Na potrzeby filmu Mulligan nosiła na planie ciemną perukę. Po raz kolejny miała okazję pokazać swoje zdolności wokalne. Obraz spotkał się z gorącym przyjęciem ze strony krytyków i widzów, stając się jednym z faworytów do zdobycia Złotej Palmy. Chwalono także grę Mulligan, pomimo stosunkowo niewielu scen z jej udziałem.
Od czerwca do sierpnia 2014 roku występowała na londyńskim Wyndham's Theatre we wznowieniu sztuki Prześwit autorstwa Davida Hare’a w reżyserii Stephena Daldry’ego. Udział w tej produkcji oznaczał dla niej powrót na londyńskie deski po siedmioletniej przerwie, na który zdecydowała się ze względu na niedostatek dobrych ról filmowych dla aktorek. Był to zarazem jej debiut na West Endzie. W Prześwicie wcieliła się w pierwszoplanową postać szkolnej nauczycielki, którą po latach rozłąki nieoczekiwanie odwiedza jej były kochanek (w tej roli Bill Nighy), który pragnie przywrócić ich związek. Prześwit osiągnął sukces finansowy, bijąc rekordy Wyndham's Theatre. Został również doceniony przez krytyków, uzyskując najwyższe oceny. Chwalono także zdystansowaną kreację Mulligan. Krytyk teatralny Henry Hitchings opisał ją jako „uroczo opanowaną i niezwykle wyważoną, gdy ukazuje mieszankę eleganckiego spokoju i urażonej dumy”. Podobną opinię wyraził Charles Spencer, który dodatkowo określił jej grę jako „potężną i emocjonalnie bolesną”. Wychwalano „chemię” między nią a Nighym, który „nie zdołał jej przyćmić”. Leslie Felperin z „The Hollywood Reporter” pochwalił jej wyczucie sceniczne i zdolność do ukazywania skrajnych emocji. Skrytykował zaś zbyt wielką różnicę wiekową (26 lat) dzielącą odtwórców głównych ról. Prześwit nagrodzono Evening Standard Theatre Award dla najlepszego wznowienia 2014 roku. Spektakl z 17 lipca był za pomocą satelity rozpowszechniany na żywo przez National Theatre Live w kinach brytyjskich, a później również w zagranicznych. Na wiosnę 2015 roku zapowiedziano transfer produkcji na Broadway. Między występami na West Endzie i Broadwayu zrobiła sobie półroczną przerwę od aktorstwa, w trakcie której zaangażowała się w sprawy dobroczynne.
Następny film z jej udziałem to Z dala od zgiełku (2014) w reżyserii Thomasa Vinterberga, filmowa adaptacja powieści Thomasa Hardy’ego z 1874 roku. Zagrała w niej pierwszoplanową rolę Batsaby Everdene, kobiety rozdartej przez uczucie do trzech mężczyzn. Przyjęła tę rolę, gdyż bardzo chciała współpracować z Vinterbergiem, mimo że z powodu chęci uniknięcia zaszufladkowania, odrzucała możliwość grania w brytyjskich dramatach kostiumowych. Na planie partnerowali jej Matthias Schoenaerts, Michael Sheen, Tom Sturridge i Juno Temple. Premierę dystrybuowanego przez Fox Searchlight Pictures filmu zaplanowano na wiosnę 2015 roku.

### Działalność charytatywna
Suknię, którą miała na sobie podczas ceremonii wręczenia nagród BAFTA w 2010 roku, wystawiła na licytację, a uzyskane w ten sposób pieniądze przekazała organizacji charytatywnej Oxfam. W tym samym roku wraz z kilkoma brytyjskimi aktorkami wzięła udział w akcji Safe Project, w ramach której została sfotografowana przez fotografa Nicka Haddowa w najbardziej bezpiecznym dla siebie miejscu, a stworzone w ten sposób zdjęcia trafiły na licytację. Celem projektu było podniesienie poziomu świadomości publicznej na temat handlu ludźmi w celach seksualnych.
W 2012 roku stała się ambasadorką organizacji charytatywnej Alzheimer's Society, której celem jest edukacja społeczeństwa i wspieranie badań nad demencją i chorobą Alzheimera. Od tamtej pory aktywnie uczestniczy w różnych akcjach prowadzonych przez to stowarzyszenie.
W 2014 roku została ambasadorką organizacji charytatywnej War Child, opiekującej się dziećmi z terenów objętych działaniami zbrojnymi. Pod koniec tego roku wraz z mężem zorganizowała imprezę dobroczynną z udziałem zaprzyjaźnionych artystów, dzięki której na cele War Child udało się zebrać ponad 300 tys. funtów. W tym samym roku w roli ambasadora organizacji odwiedziła Demokratyczną Republikę Konga.

## Życie prywatne

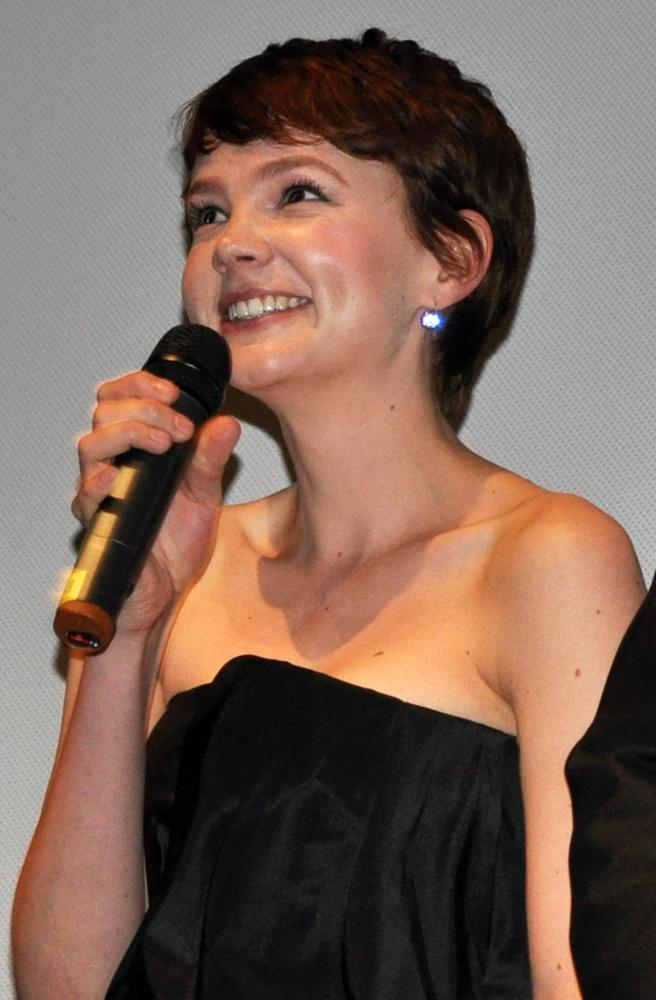
Carey Mulligan we wrześniu 2009 roku na 34. Festiwalu Filmowym w Toronto

Od sierpnia 2009 roku spotykała się z aktorem Shią LaBeoufem, z którym zagrała w Wall Street: Pieniądz nie śpi. „W ich oczach widziało się tę chemię i to było całkiem silne. Na planie zachowywali się w pełni profesjonalnie, ale można było zauważyć co się dzieje”, powiedział Stone, który ich sobie przedstawił. W październiku 2010 roku magazyn „People” poinformował o zakończeniu ich związku. W następnych miesiącach jej osobę łączono z aktorami: Tomem Sturridge’em oraz Eddiem Redmayne’em.
Od 2012 roku jest żoną Marcusa Mumforda, frontmana zespołu folk rockowego Mumford & Sons. Mulligan i Mumford w dzieciństwie byli przyjaciółmi korespondencyjnymi, mimo to stracili ze sobą kontakt. Ich ponowne spotkanie miało miejsce w lutym 2011 roku w Nashville. Wkrótce później stali się parą. Latem tego samego roku miały miejsce ich zaręczyny. Pobrali się 21 kwietnia 2012 roku na farmie przyjaciół w angielskim hrabstwie Somerset. Kameralna ceremonia miała charakter religijny. Wśród gości weselnych znalazły się zaprzyjaźnione gwiazdy Hollywoodu. Małżeństwo ma dwoje dzieci: córkę Evelyn Grace, urodzoną we wrześniu 2015 roku i syna Wilfreda, urodzonego w sierpniu 2017. Mieszkają na farmie w hrabstwie Devon. Mają także mieszkanie w Londynie.
Mulligan przyznała, że ucieszyła się z roli Elsie w Moim synu Jacku, ponieważ mogła się z nią „utożsamić pod każdym względem”. Jej postać w tym filmie zdecydowanie sprzeciwia się zamiarowi brata, który chce walczyć na wojnie. Podobne odczucia Mulligan żywiła w stosunku do swojego brata, który po zakończeniu nauki na Uniwersytecie Oksfordzkim ochotniczo zgłosił się do Armii Terytorialnej stacjonującej w Iraku. Mulligan stwierdziła, że jej ulubionym sposobem spędzania wolnego czasu jest narciarstwo, lecz w obawie przed kontuzją zdecydowała się rzadziej uprawiać ten sport. Uczęszczała do katolickiej szkoły, mimo to obecnie uważa siebie za osobę duchową, niezwiązaną z Kościołem. Dorastanie w placówce wyznaniowej upewniło sceptyczną Mulligan w przekonaniu, że katolicyzm jest zbyt ortodoksyjny.

## Filmografia
| Rok  | Tytuł                                              | Rola                  | Uwagi/Nagrody |
| ---- | -------------------------------------------------- | --------------------- | --- |
| 2005 | Duma i uprzedzenie                                 | Kitty Bennet          | debiut filmowy |
| 2005 | Samotnia                                           | Ada Clare             | serial telewizyjny, 15 odc. |
| 2006 | The Amazing Mrs Pritchard                          | Emily Pritchard       | serial telewizyjny, 6 odc. |
| 2006 | Agatha Christie: Panna Marple: Tajemnica Sittaford | Violet Willett        | film telewizyjny |
| 2006 | Trial & Retribution X: Sins of the Father          | Emily Harrogate       | serial telewizyjny, 2 odc. |
| 2007 | And When Did You Last See Your Father?             | Rachel                | |
| 2007 | Budząc zmarłych                                    | Siostra Bridgid       | serial telewizyjny, 2 odc. |
| 2007 | Opactwo Northanger                                 | Isabella Thorpe       | film telewizyjny |
| 2007 | Mój syn Jack                                       | Elsie Kipling         | film telewizyjny |
| 2007 | Doktor Who                                         | Sally Sparrow         | serial telewizyjny, odc. Mrugnięcie (seria 3, odc. 10) Constellation Award for Best Female Performance in a Science Fiction Television Episode |
| 2009 | Najlepszy                                          | Rose                  | pierwszy film Mulligan zrealizowany w Stanach Zjednoczonych. nominacja – Method Fest for Best Supporting Actress |
| 2009 | Bracia                                             | Cassie Willis         | |
| 2009 | Wrogowie publiczni                                 | Carole Slayman        | |
| 2009 | Była sobie dziewczyna                              | Jenny Mellor          | pierwsza główna rola w jej dorobku. Nagroda Brytyjskiej Akademii Filmowej dla najlepszej aktorki pierwszoplanowej Award for Best Performance by an Actress in a British Independent Film Central Ohio Film Critics Association Award for Best Actress Central Ohio Film Critics Association Award for Breakthrough Film Artist Chicago Film Critics Association Award for Best Actress Chicago Film Critics Association Award for Most Promising Performer Dallas-Fort Worth Film Critics Association Award for Best Actress Hollywood Breakthrough Award for Actress of the Year London Film Critics’ Circle Award for British Actress of the Year National Board of Review Award for Best Actress Toronto Film Critics Association Award for Best Actress Vancouver Film Critics Circle Award for Best Actress Virtuoso Award for Best Actress Washington D.C. Area Film Critics Association Award for Best Actress Women in Film and Television Award for Best Performance nominacja – BAFTA Award for Best Newcomer nominacja – Broadcast Film Critics Association Award for Best Actress nominacja – Chlotrudis Award for Best Actress nominacja – Empire Award for Best Actress nominacja – Empire Award for Best Newcomer nominacja – Evening Standard British Film Awards for Best Actress nominacja – Nagroda Gildii Aktorów Filmowych za główną rolę kobiecą nominacja – Nagroda Gildii Aktorów Filmowych dla najlepszej obsady filmowej nominacja – London Film Critics’ Circle Award for Actress of the Year nominacja – Los Angeles Film Critics Association Award for Best Actress nominacja – New York Film Critics Circle Award for Best Actress nominacja – Online Film Critics Society Award for Best Actress nominacja – Oscar dla najlepszej aktorki pierwszoplanowej nominacja – San Diego Film Critics Society Award for Best Actress nominacja – Nagroda Satelita dla najlepszej aktorki w filmie dramatycznym nominacja – Washington D.C. Area Film Critics Association Award for Best Breakthrough Performance nominacja – Złoty Glob dla najlepszej aktorki w filmie dramatycznym |
| 2010 | Nie opuszczaj mnie                                 | Kathy H.              | British Independent Film Award for Best Actress in a British Independent Film Palm Springs International Film Festival for Breakthrough Performance Award Women in Film and Television Award for Best Performance nominacja – Detroit Film Critics Society Award for Best Actress nominacja – Evening Standard British Film Awards for Best Actress nominacja – Phoenix Film Critics Society Award for Best Actress in a Leading Role nominacja – San Diego Film Critics Society Award for Best Actress nominacja – Nagroda Saturn w kategorii najlepsza aktorka |
| 2010 | Wall Street: Pieniądz nie śpi                      | Winnie Gekko          | Palm Springs International Film Festival for Breakthrough Performance Award |
| 2011 | Drive                                              | Irene                 | Hollywood Film Festival Award for Best Supporting Actress nominacja – Nagroda Brytyjskiej Akademii Filmowej dla najlepszej aktorki drugoplanowej nominacja – Empire Award for Best Actress nominacja – London Film Critics’ Circle Award for British Actress of the Year |
| 2011 | Wstyd                                              | Sissy                 | Detroit Film Critics Society Award for Best Supporting Actress Hollywood Film Festival Award for Best Supporting Actress of the Year nominacja – Alliance of Women Film Journalists Award for Best Supporting Actress nominacja – British Independent Film Award for Best Supporting Actress nominacja – Broadcast Film Critics Association Award for Best Supporting Actress nominacja – Central Ohio Film Critics Association Award for Best Supporting Actress nominacja – Chicago Film Critics Association Award for Best Supporting Actress nominacja – Dallas-Fort Worth Film Critics Association Award for Best Supporting Actress nominacja – Evening Standard British Film Award for Best Actress nominacja – London Film Critics’ Circle Award for British Actress of the Year nominacja – New York Film Critics Circle Award for Best Supporting Actress nominacja – Online Film Critics Society Award for Best Supporting Actress nominacja – San Diego Film Critics Society Award for Best Supporting Actress nominacja – Nagroda Satelita dla najlepszej aktorki drugoplanowej nominacja – Village Voice Film Poll for Best Supporting Actress nominacja – Washington D.C. Area Film Critics Association Award for Best Supporting Actress |
| 2013 | Wielki Gatsby                                      | Daisy Buchanan        | |
| 2013 | Co jest grane, Davis?                              | Jean Berkey           | |
| 2014 | Bogaci i rozpustni                                 | Lady Anne York (głos) | miniserial, 2 odc. |
| 2015 | Z dala od zgiełku                                  | Bathsheba Everdene    | |
| 2015 | Sufrażystka                                        | Maud                  | |
| 2017 | Mudbound                                           | Laura McAllan         | |
| 2018 | Kraina wielkiego nieba                             | Jeanette Brinson      | |
| 2018 | Collateral                                         | DI Kip Glaspie        | miniserial, 4 odc. |
| 2020 | Obiecująca. Młoda. Kobieta.                        | Cassandra Thomas      | nominacja – Oscar dla najlepszej aktorki pierwszoplanowej |
| 2020 | A Christmas Carol                                  | Belle (głos)          | |
| 2021 | Wykopaliska                                        | Edith Pretty          | |
| 2022 | Jednym głosem                                      | Megan Twohey          | |
| 2023 | Saltburn                                           | Poor Dear Pamela      | |
| 2023 | Maestro                                            | Felicia Montealegre   | |
| 2024 | Astronauta                                         | Lenka                 | |
| 2025 | The Ballad of Wallis Island                        | Nell Mortimer         | |

## Spektakle
| Rok/lata | Tytuł                  | Autor/reżyser                   | Rola/-e        | Teatr                               | Uwagi/Nagrody |
| -------- | ---------------------- | ------------------------------- | -------------- | ----------------------------------- | --- |
| 2004     | Forty Winks            | Kevin Eylot/Katie Mitchell      | Hermia i Celia | Royal Court Theatre, Londyn         | |
| 2004     | Towerblock Dreams      | Joe Hutton                      | Fran           | Riverside Studios, Londyn           | |
| 2005–06  | Chory z urojenia       | Molier/Lindsay Posner           | Angelika       | Almeida Theatre, Londyn             | |
| 2007     | Mewa                   | Christopher Hampton/Ian Rickson | Nina           | Royal Court Theatre, Londyn         | wyróżnienie – Ian Charleson Awards |
| 2008     | Mewa                   | Christopher Hampton/Ian Rickson | Nina           | Walter Kerr Theater, Nowy Jork      | debiut na Broadwayu. nominacja – Drama Desk Award for Outstanding Featured Actress in a Play                                                                                              |
| 2011     | Through a Glass Darkly | Jenny Worton/David Leveaux      | Karin          | Atlantic Theater Company, Nowy Jork | nominacja – Drama Desk Award for Outstanding Actress in a Play nominacja – Drama League Award for Distinguished Performance nominacja – Lucille Lortel Award for Outstanding Lead Actress |
| 2014     | Prześwit               | David Hare/Stephen Daldry       | Kyra Hollis    | Wyndham's Theatre, Londyn           | |

## Słuchowiska
- Life Class (2007) – autor: Pat Barker, rola: Elinor, BBC Radio 4
- Arkadia (2007) – autor: Tom Stoppard, rola: Chloe, BBC Radio 4
- The Foxes of Hydesville (2023) – autor: Shawn Christensen, rola: Leah Fox, podcast

## Dyskografia
| Rok  | Utwór                | Album                                | Uwagi                                                      |
| ---- | -------------------- | ------------------------------------ | ---------------------------------------------------------- |
| 2010 | „Write About Love”   | Belle and Sebastian Write About Love | Śpiew                                                      |
| 2011 | „New York, New York” | Shame                                | Śpiew                                                      |
| 2013 | „Five Hundred Miles” | Inside Llewyn Davis                  | Śpiew, wspólnie z Justinem Timberlakiem i Starkiem Sandsem |